# Glendale (Utah)
Glendale is een plaats (town) in de Amerikaanse staat Utah, en valt bestuurlijk gezien onder Kane County. Het werd in 1862 gesticht door de mormoonse pioniers John Berry en zijn broer Robert. Oorspronkelijk heette de plaats Berryville. Toen John en Robert en Roberts vrouw Isabella Hales in 1866 door Indianen werden gedood werd Berryville verlaten. Vanaf 1871 vestigden zich hier opnieuw mormonen en kreeg de plaats zijn huidige naam. John, Robert en Isabella kregen een gezamenlijk graf in Grafton (Utah).

## Demografie
Bij de volkstelling in 2000 werd het aantal inwoners vastgesteld op 355.
In 2006 is het aantal inwoners door het United States Census Bureau geschat op 350, een daling van 5 (-1,4%).

## Geografie
Volgens het United States Census Bureau beslaat de plaats een oppervlakte van
20,2 km², geheel bestaande uit land. Glendale ligt op ongeveer 1701 m boven zeeniveau.

## Plaatsen in de nabije omgeving
De onderstaande figuur toont nabijgelegen plaatsen in een straal van 40 km rond Glendale.